# Limnophyes strobilifer
Limnophyes strobilifer är en tvåvingeart som beskrevs av Makarchenko 2004. Limnophyes strobilifer ingår i släktet Limnophyes och familjen fjädermyggor. Inga underarter finns listade i Catalogue of Life.